# Ненад Крстич
Ненад Крстич (серб. Ненад Крстић; * 25 липня 1983) — сербський професіональний баскетболіст. Виступав на позиції центрового за декілька клубів, в тому числі НБА. 

## Спортивна кар'єра

### Європа
Крстич розпочав свою кар'єру у Белградському «Партизані» у 2001 році, виступав за цей клуб до 2004 року, хоча й був обраний під 24 номером ще на драфті 2002 клубом «Нью-Джерсі Нетс».

### НБА
У НБА Крстич дебютував у сезоні 2004-05. За результатами дебютного сезону він був включений до другої команди новачків НБА.
У наступних сезонах він прогресував, у сезоні 2006-07 мав найкращий в кар'єрі результат за кількістю очок, підбирань та результативних передач, доки не одержав 22 грудня серйозну травму. Через цю травму Крстич пропустив решту сезону. Всього Ненад провів лише 26 ігор у сезоні 2006-07 та 45 ігор у сезоні 2007-08.
Влітку 2008 Крстич на деякий час повернувся у Європу, щоб одержати ігрову практику й набрати форму, а також показати, що він вже відновився від травми остаточно.
22 грудня 2008 Крстич підписав контракт з «Тандер». За нову команду він дебютував 7 січня 2009, записавши у свій актив 2 блокшоти та 6 очок.

### Національна збірна
У складі збірної Сербії Ненад взяв участь у Олімпіаді 2004.